# Karwinka
Kanał Karwinka (Kanał Karwianka) – kanał wodny w woj. pomorskim, który wpływa wprost do Bałtyku na granicy pomiędzy miejscowością Karwia nieopodal przylądka Rozewie a Karwieńskimi Błotami. Około sto metrów przed ujściem do morza łączą się dwie części Karwinki, jedna płynąca wprost z południa na północ i odwadniająca tereny w rejonie wsi Karwieńskie Błoto Pierwsze i druga dopływająca od zachodu, z rejonu wsi Karwieńskie Błoto Drugie. Średni przepływ wody w kanale wynosi od 0,3 do 0,5 m³/s; powierzchnia zlewni to 61,53 km².
Wzdłuż Karwinki biegnie granica zachodniego kompleksu Nadmorskiego Parku Krajobrazowego, a zarazem granica administracyjna gminy Władysławowo i gminy Krokowa.

## Galeria

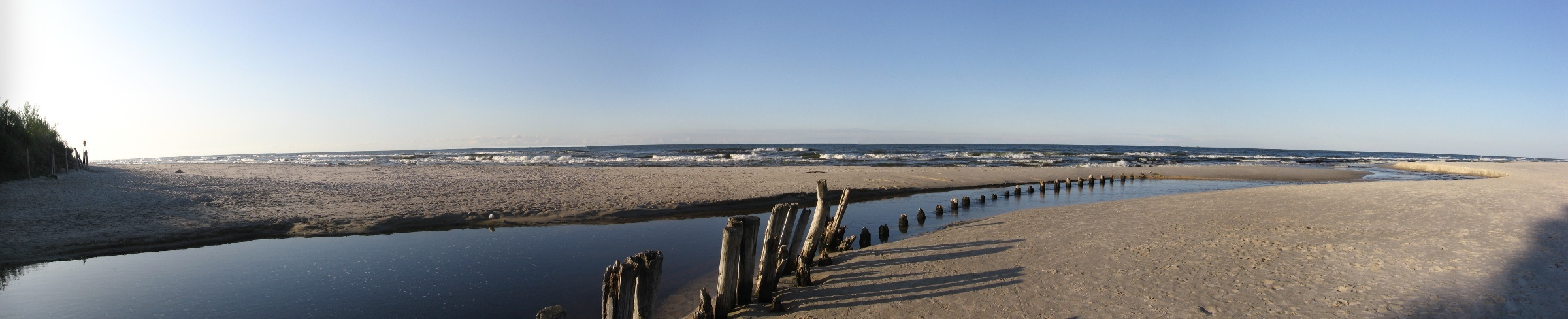
ujście Karwinki do Bałtyku
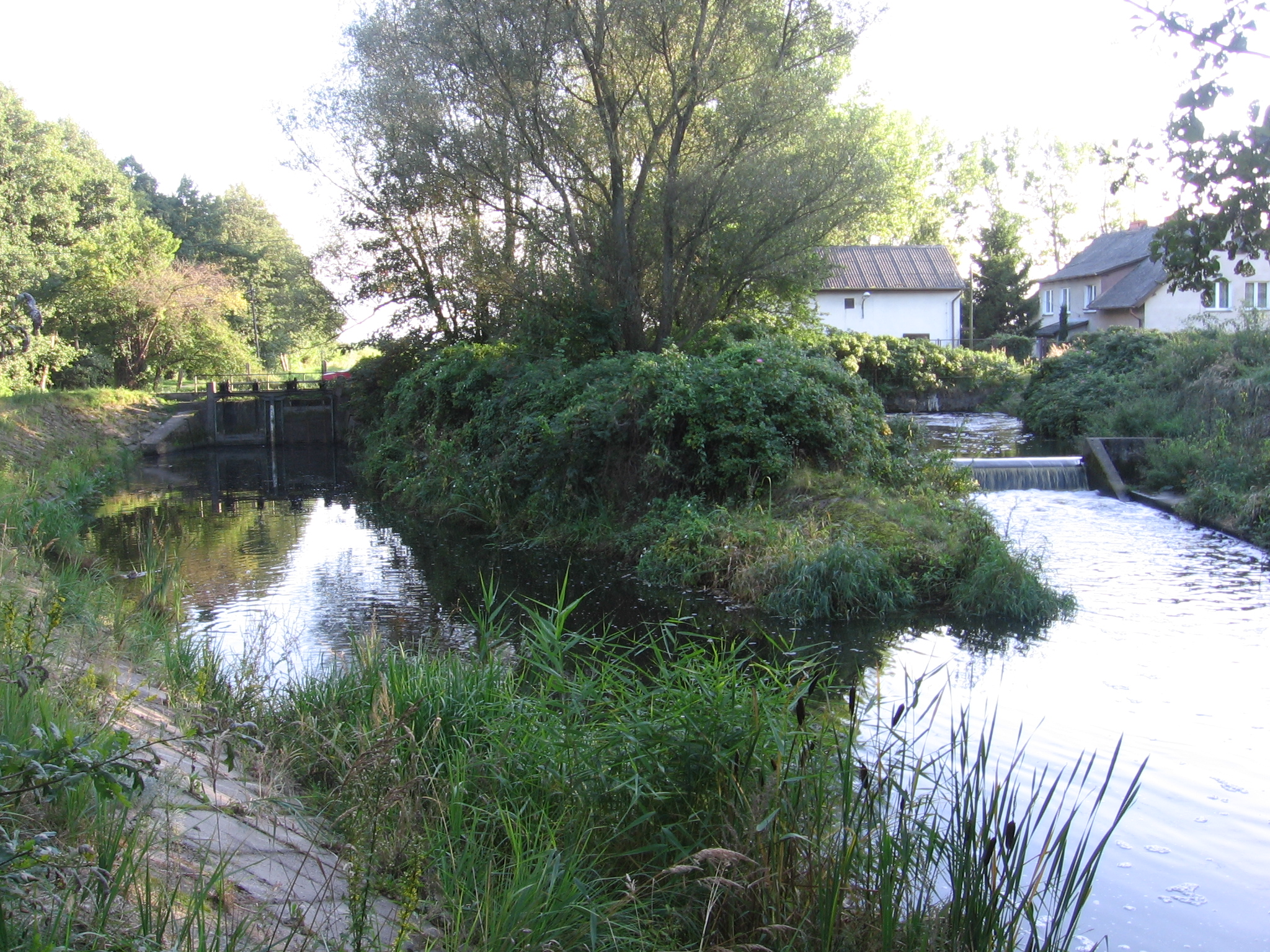
połączenie obu części kanału krótko przed ujściem